# União da Serra
União da Serra es un municipio brasileño del estado de Rio Grande do Sul.
Se encuentra ubicado a una latitud de 28º47'43" Sur y una longitud de 52º02'13" Oeste, estando a una altitud de 520 metros sobre el nivel del mar. Su población estimada para el año 2004 era de 1.611 habitantes.
Ocupa una superficie de 128,41 km².
- Datos: Q1754333
- Multimedia: União da Serra / Q1754333